# Ali-Akbar Dehkhoda
Allameh Ali Akbar Dehkhodā (1879 - 9 de Março de 1956) foi um proeminente linguista iraniano e autor do dicionário Dehkhoda, o dicionário mais extenso de língua persa já publicado.

## Biografia
Dehkhoda nasceu em Teerão, com pais de Qazvin. Seu pai morreu quando ele tinha apenas 9 ou 10 anos de idade. Dehkhoda rapidamente se destacou na literatura persa, árabe e francesa, contudo formou-se na faculdade estudando ciência política.
Ele também era ativo na política, tendo sido membro do Majles  (Parlamento) de Kerman e Teerão. Também desempenhou funções de Diretor da Escola de Ciência Política de Teerão e mais tarde da Faculdade de Direito da Universidade de Teerão.
Em 1903, foi para os Balcãs como um funcionário da embaixada iraniana, mas voltou para o Irão dois anos depois e se envolveu na Revolução Constitucional do Irão.
No Irão, Dehkhoda, Mirza Jahangir Khan e Ghasem Khan estiveram a trabalhar no jornal Sur-e Esrafil por cerca de dois anos, mas o rei autoritário Mohammad Ali Shah dissolveu o parlamento e expulsou Dehkhoda e outros liberais para o exílio na Europa. Na Europa, ele continuou publicando artigos e editoriais, mas quando Mohammad Ali Shah foi deposto, em 1911, Dehkhoda voltou ao seu país e se tornou membro do novo Majles.
Allameh Ali Akbar Dehkhodā faleceu em 1956. Seu corpo foi sepultado no cemitério Ebn-e Babooyeh, em Shahr-e-Ray, perto de Teerão.

## Trabalhos
Dehkhoda traduziu De l'Esprit des lois (O espírito das leis) de Montesquieu em persa. Ele também escreveu Amsal o Hekam ("Provérbios e Mottos") em quatro volumes, um dicionário francês-persa, e outros livros, mas sua obra-prima lexicográfica é Loghat-nameh-ye Dehkhoda ("Dicionário Dehkhoda"), o maior dicionário persa já publicado, em 15 volumes. O Dr. Mohammad Moin realizou os volumes inacabados de Dehkhoda de acordo com o pedido de Dehkhoda. Finalmente, o livro foi publicado após quarenta e cinco anos de esforços de Dehkhoda.
Em seu artigo "O primeiro erudito iraniano que escreveu o dicionário mais extenso e abrangente do farsi", Manouchehr Saadat Noury escreveu: 
As obras literárias e de comentários de Ali Akbar Dehkhoda (AAD) começaram com uma colaboração onde criou uma coluna política satírica intitulada Charand Parand. O termo persa de Dakho era sua assinatura ou seu pseudónimo para aquela coluna. Dakho significa não só administrador de uma aldeia (em persa: Dehkhoda ou Kadkhoda), mas também se refere a uma pessoa indígena ou não sofisticada (em persa: Saadeh Lowh).

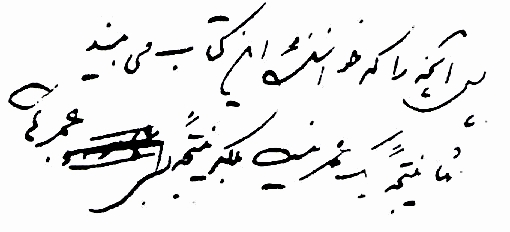
Nota pessoal de Dehkhoda: "O que o leitor deste dicionário vê não é fruto de uma vida de esforço, é fruto de muitas vidas de esforço."